# Trzebieszki (województwo wielkopolskie)
Trzebieszki – osada w Polsce położona w województwie wielkopolskim, w powiecie złotowskim, w gminie Jastrowie, na Pojezierzu Wałeckim, pomiędzy jeziorami Krąpsko Długie i Trzebieszki, przy trasie drogi krajowej nr 22.
W latach 1975–1998 miejscowość administracyjnie należała do województwa pilskiego.